# Piraci (film 1986)

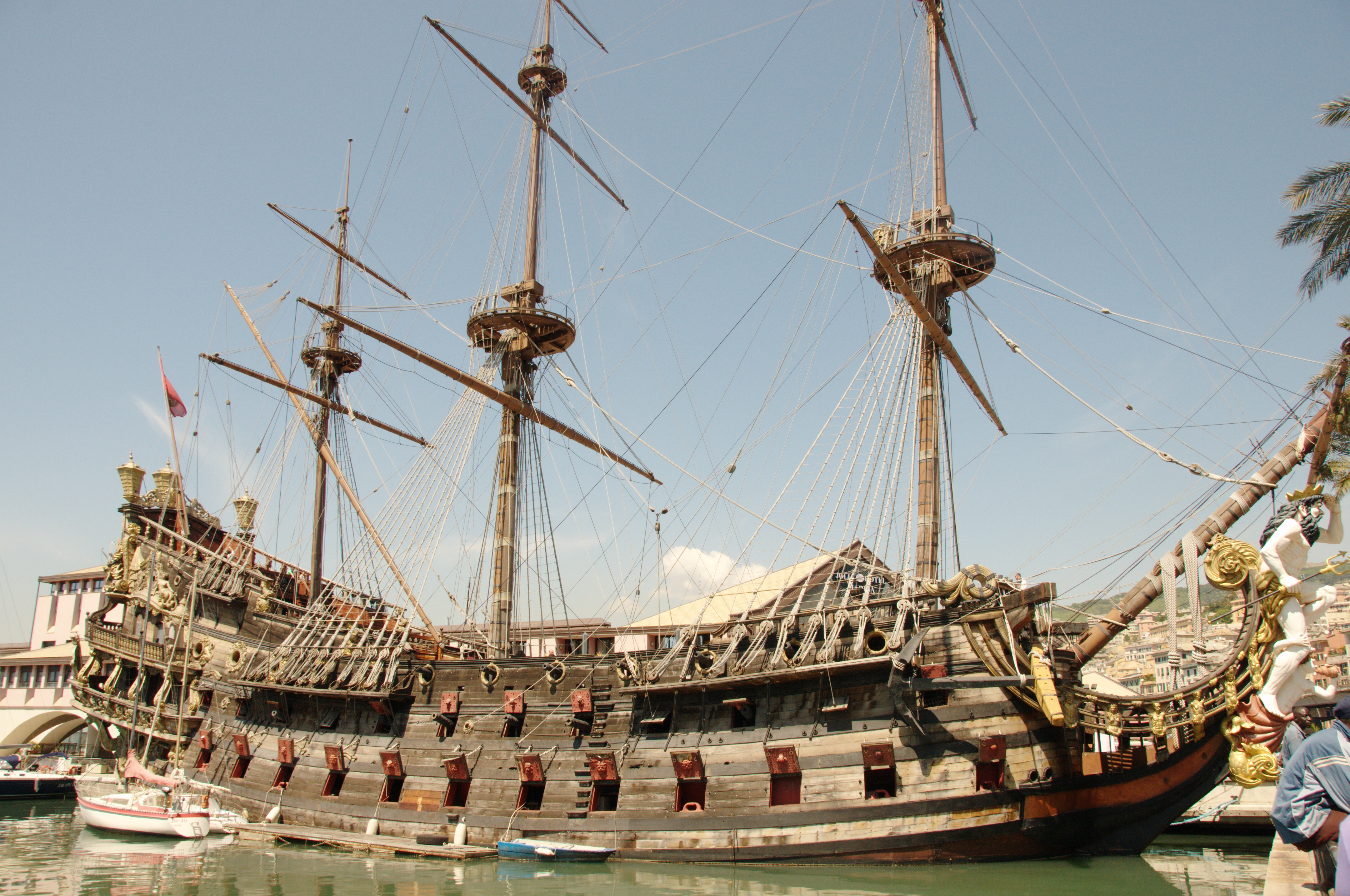
Cumujący w Genui galeon Neptun

Piraci (ang. Pirates) – wyprodukowany w 1986 francusko-tunezyjski film przygodowy w reżyserii Romana Polańskiego.

## Opis fabuły
Thomas Bartholomew Roberts o przydomku „Red” i jego pomocnik, majtek Żaba, dryfują na tratwie na środku oceanu. Wkrótce napotykają hiszpański galeon, gdzie szybko trafiają do celi. Dowiadują się od zamkniętego tam kucharza, Murzyna Bumako, że galeon transportuje do Hiszpanii złoty tron Kapateka Anahuaka. Kapitan postanawia go zdobyć. W tym czasie Żaba zakochuje się w przebywającej na galeonie pięknej Dolores, córce hiszpańskiego gubernatora, do której zaleca się również nowy kapitan statku, don Alfonso (dotychczasowy kapitan Linares umiera w czasie drogi). Wkrótce potem kapitan Red wywołuje bunt wśród hiszpańskich marynarzy i przejmuje kontrolę nad statkiem, biorąc do niewoli kapitana okrętu i oficerów. Jednocześnie Żaba ratuje Dolores przed gwałtem ze strony marynarzy. Red udaje się na niewielką wyspę, gdzie spotyka swoją dawną załogę. Podczas nocnej zabawy więźniowie uciekają, przejmując ponownie kontrolę nad statkiem. Kapitan Red postanawia ich gonić. Wykorzystuje fakt, że holenderski kupiec winien jest mu sporą sumę pieniędzy, kupuje bryg i rusza w pościg. W jego rękach nadal znajduje się Dolores. Jednak zanim uda się dogonić Hiszpanów, oni zawijają do portu. Wtedy Red podstępem dostaje się do gubernatora i potajemnie zmusza go do wydania rozkazu oddania tronu. Plan spala na panewce, kiedy Żabie i kapitanowi nie udaje się wypłynąć szalupą z tronem z portu, z powodu zbyt nisko zawieszonego wskutek przypływu łańcucha zamykającego port. Przez to dostają się do niewoli i zostają skazani na śmierć. W celi odwiedza ich Dolores, która zapewnia Żabę o tym, że go kocha, ale nie może nic zrobić. Okręt z tronem odpływa, a Żaba i Red mają zostać straceni rankiem. Jednak tego dnia wieczorem załoga brygu, ostrzeżona przez Bumako, odwraca uwagę Hiszpanów, atakuje fort i uwalnia skazańców. Natychmiast ruszają w pościg za galeonem. Atakują go i dochodzi do finałowej walki, w której Żaba zmuszony jest wybierać między miłością do Dolores a wiernością wobec kapitana. Wybiera to drugie, przez co nie udaje mu się powstrzymać dona Alfonso, który siłą zabiera ją na szalupę, którą uciekają oficerowie hiszpańscy. W tym czasie Red ładuje tron na szalupę i ucieka (mimo że jego załoga zdobyła galeon), zabierając ze sobą Żabę. W tej scenie ginie również Bumako. Film kończy się sceną łudząco podobną do pierwszej – Żaba i Red ponownie dryfują na środku oceanu.

## Obsada
- Walter Matthau jako kapitan Red
- Cris Campion jako Jean-Baptiste „Żaba”
- Charlotte Lewis jako Dolores
- Damien Thomas jako Don Alfonso
- Olu Jacobs jako Bumako
- Ferdy Mayne jako kapitan Linares
- David Kelly jako chirurg
- Władysław Komar jako Jesus
- Eugeniusz Priwieziencew jako garbus

i inni.
Zbudowany specjalnie na potrzeby filmu galeon Neptun był najdroższym pojedynczym rekwizytem użytym w filmie. Replika hiszpańskiego galeonu zaprojektowanego przez Pierre’a Guffreya kosztowała 7 milionów funtów.

## Nagrody
Nominowany do Oscara w 1986 za kostiumy, otrzymał dwa Cezary w tym samym roku za kostiumy i scenografię. Nagrody tej nie otrzymał natomiast Cris Campion, nominowany za najlepszy debiut.